# Joseph von Huppmann-Valbella
Joseph Huppmann, später Joseph Freiherr von Huppmann-Valbella (* 26. August 1814 in Olesko, Galizien; † 2. Juni 1897 in Meran, Tirol) war ein deutscher Unternehmer und gilt als Begründer der deutschen Zigarettenindustrie.

## Leben
Huppmann betrieb seit 1852 eine Zigarettenfabrik in Sankt Petersburg. 1862 eröffnete er in Dresden die erste deutsche Zigarettenfabrik unter der Firma Compagnie Laferme als Zweigniederlassung seines gleichnamigen Petersburger Unternehmens. Er begründete diesen Schritt mit der hohen Tabaksteuer in Russland. Weitere Vorteile waren die gute Verkehrsanbindung Dresdens und das für die Lagerung von Rohtabak geeignete Klima. Die Produktion in Dresden fand zunächst in Handarbeit in einem Raum im Haus Ostra-Allee 10 statt. Dafür stellte Huppmann einen russischen Tabakschneider, zwei russische und vier deutsche Arbeiterinnen ein. Im ersten Geschäftsjahr produzierte die Campagnie Laferme rund 1,8 Millionen Zigaretten. Davon wurde ein großer Teil exportiert, unter anderem nach Italien.
1864 bezog das Unternehmen sieben Zimmer in einem Haus an der Kreuzkirche. Im Folgejahr wurden die ersten Handmaschinen eingesetzt und die Zahl der Arbeiterinnen stieg auf 20 bis 30, später über 100. Die Marke Laferme entwickelte sich zu einem Synonym für die Zigarette. Andere Unternehmer wurden von Huppmann beeinflusst, so arbeitete Georg Anton Jasmatzi zunächst 1868 als technischer Werkführer für ihn, bevor er sich selbständig machte.
1874 verkaufte Huppmann das Unternehmen Campagnie Laferme an Wilhelm Stucken und Robert Spies. Es wurde in eine Aktiengesellschaft umgewandelt und war danach im Gebäudekomplex Große Plauensche Straße 10 und Kleine Plauensche Gasse 7 ansässig.
Huppmann wurde 1868 in Florenz zum Baron geadelt. 1894 folgte die königlich sächsische Anerkennung in Dresden und zwei Jahre später eine Ausdehnung des Titels auf seine Nachkommen.

## Familie

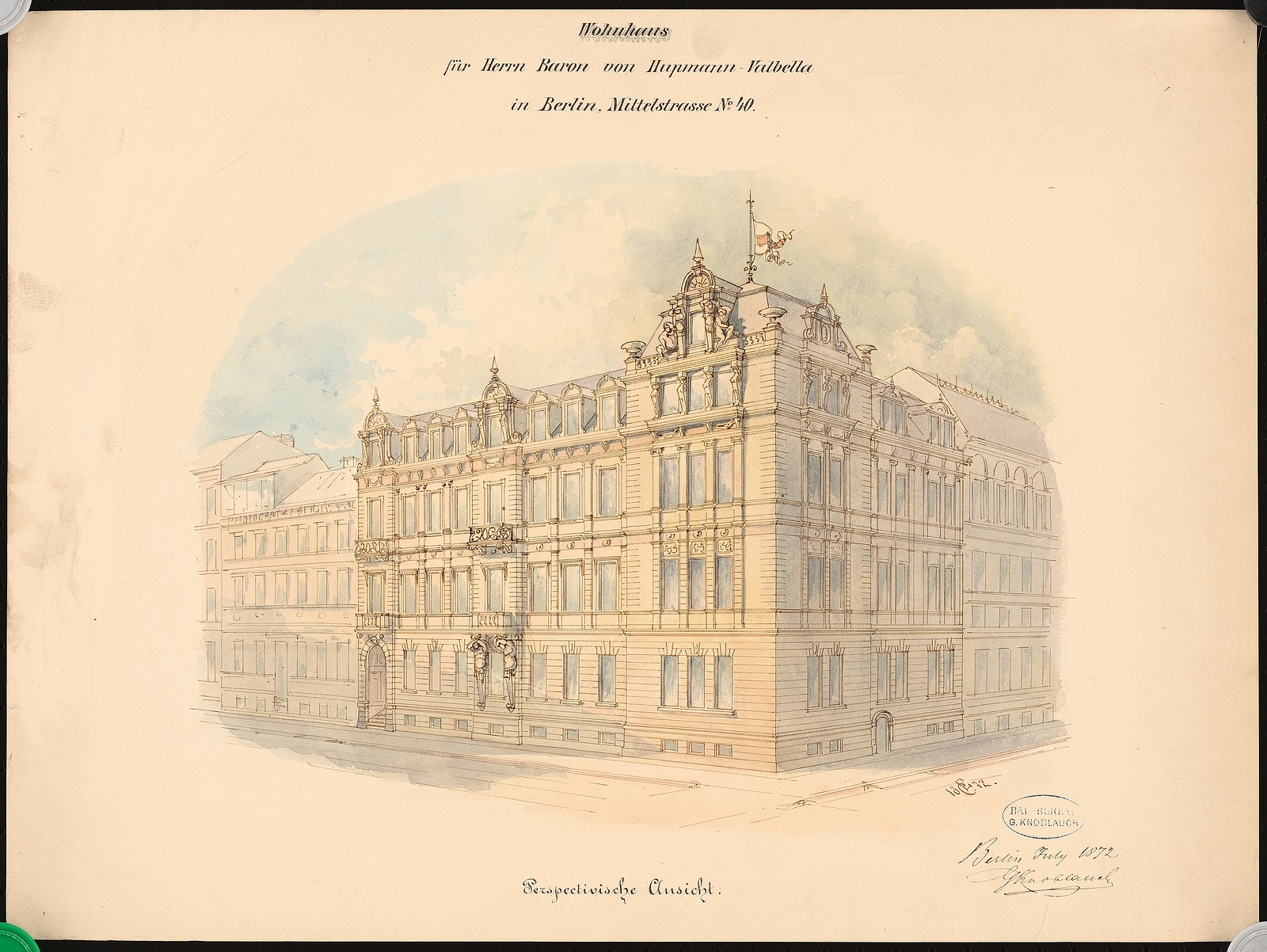
Wohnhaus von Huppmann-Valbella in Berlin

Im Juni 1850 heiratete Joseph Huppmann in Sankt Petersburg Katharina Seemann (* 25. November 1818; † 1890). Sechs Jahre später kam in Paris die erste Tochter Catherine Huppmann-Valbella zur Welt. In den 1870er Jahren gehörte der Familie ein viergeschossiges, im historistischen Stil errichtetes Eckhaus an der Berliner Mittelstraße, das nicht erhalten ist. Huppmann-Valbellas zweite Tochter Nadine (1858–1942) heiratete 1884 in New York den Fideikommissherrn und Reichsrat Leopold Kolowrat-Krakowsky (1852–1910). Eines ihrer Kinder war der Filmproduzent Sascha Kolowrat-Krakowsky.